# Čáslavsko
Čáslavsko (deutsch Tschaslawsko, auch Czaslawsko) ist eine Gemeinde in Tschechien. Sie liegt 14 Kilometer nördlich von Pacov und gehört zum Okres Pelhřimov.

## Geographie

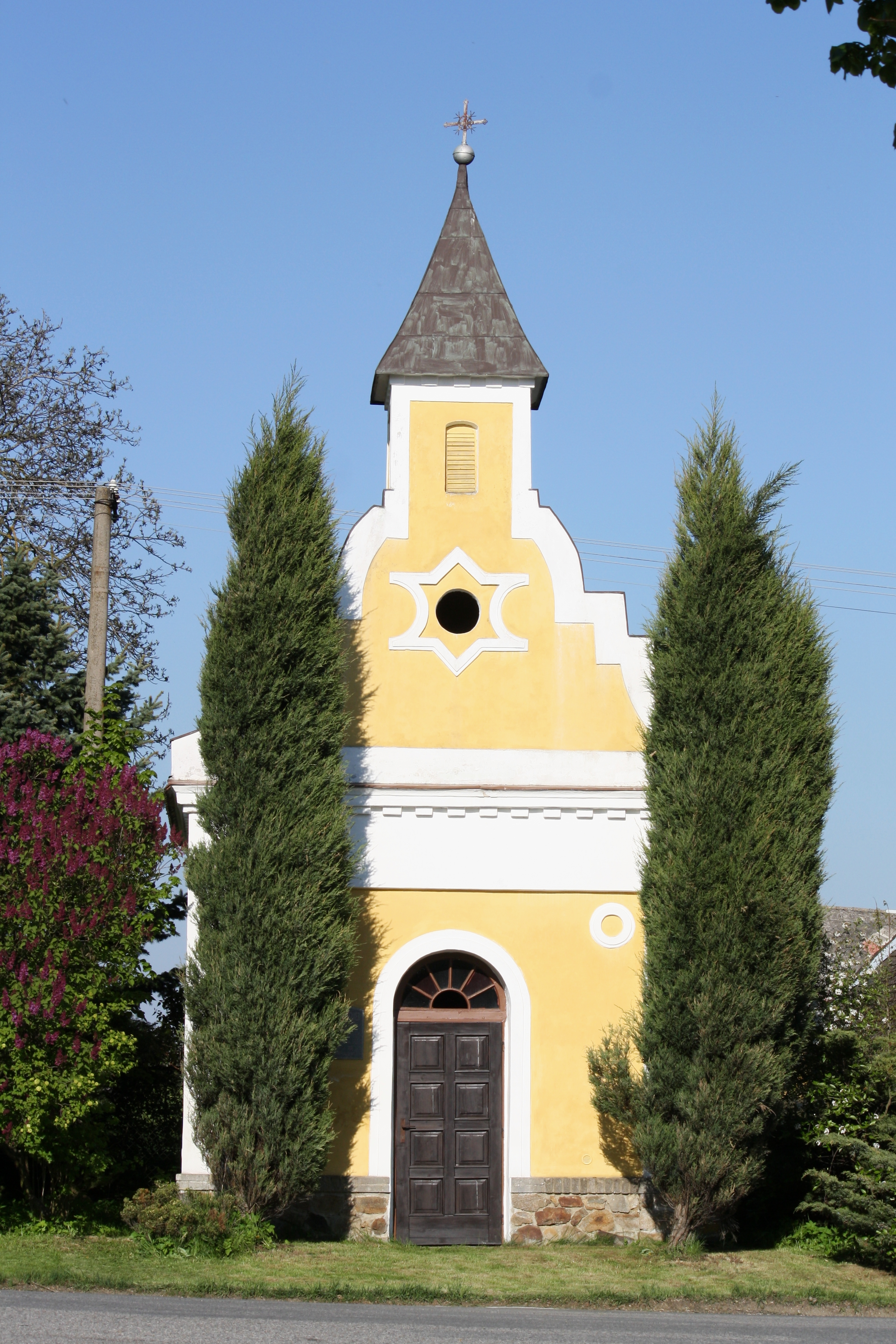
Kapelle

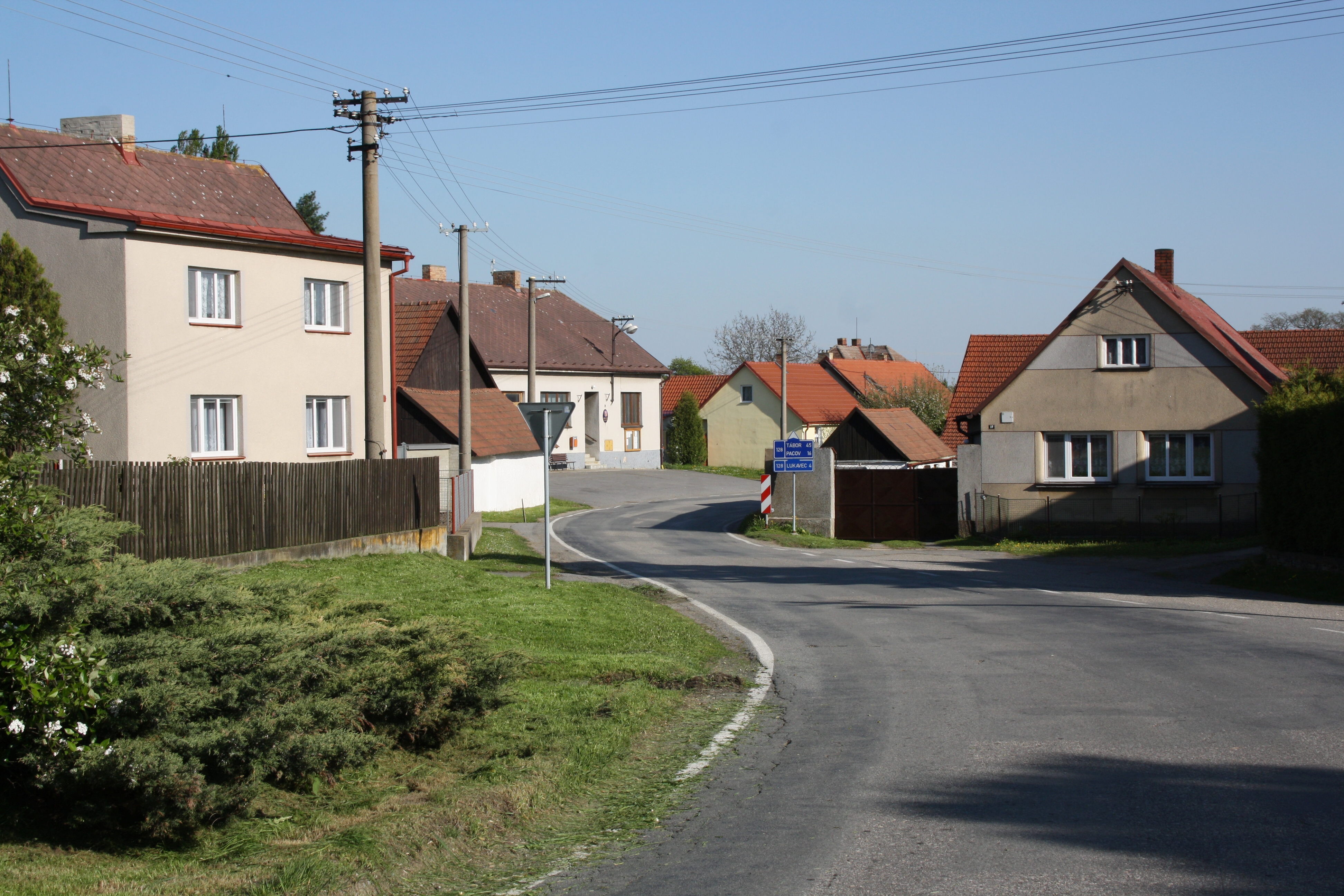
Čáslavsko

Čáslavsko befindet sich im Südwesten der Böhmisch-Mährischen Höhe auf einem Höhenzug zwischen den Tälern der Mohelnice und des Martinický potok (Goldbach). Nordöstlich erheben sich der Jizbický kopec (599 m) und die Horka (603 m), im Süden der Holý vrch (703 m), Stražiště (744 m) und Hřeben (685 m) sowie nordwestlich der Nazice (623 m).
Nachbarorte sind Zhoř, Jeníkov und Jizbice im Norden, Staré Práchňany, Nové Práchňany, Sudislavice und Malá Paseka im Nordosten, Lipkov und Mohelnice im Osten, Křešín und Štědrovice im Südosten, Šebířův Mlýn, Pod Hronem und Lukavec im Süden, Bezděkov, Dolní Lhota und Kopaniny im Südwesten, Horní Lhota im Westen sowie Vračkovice und Buková im Nordwesten.

## Geschichte
Einer Legende nach soll das Dorf zum Beginn des 16. Jahrhunderts von 14 Familien aus Čáslav gegründet worden sein, die sich nach einem großen Stadtbrand hier niederließen. Die erste schriftliche Erwähnung von Čáslavsko erfolgte im Jahre 1545. Besitzer war zu dieser Zeit Nikolaus Jankovský von Talmberg. Im 17. Jahrhundert gehörte das Dorf den Herren Trčka von Lípa.
Nach der Aufhebung der Patrimonialherrschaften bildete Čáslavsko ab 1850 mit den Ortsteilen Jelenov und Kopaniny eine Gemeinde in der Bezirkshauptmannschaft Ledetsch. Sitz des Bezirksgerichtes wurde wenig später Dolní Kralovice. Ab 1949 gehörte Čáslavsko zum Okres Pacov. Nach dessen Auflösung wurde die Gemeinde 1961 dem Okres Pelhřimov zugeordnet und zugleich Štědrovice und Skočidolovice eingemeindet.

## Gemeindegliederung
Die Gemeinde Čáslavsko besteht aus den Ortsteilen Čáslavsko (Tschaslawsko), Jelenov (Hirschental), Kopaniny (Kopanin), Skočidolovice (Skotschidolowitz) und Štědrovice (Stiedrowitz). Grundsiedlungseinheiten sind Čáslavsko, Jelenov, Kopaniny und Štědrovice.
Das Gemeindegebiet gliedert sich in die Katastralbezirke Čáslavsko und Štědrovice.

## Sehenswürdigkeiten
- Kapelle in Čáslavsko
- Kapelle in Štědrovice
- Erholungsgebiet Jizbice, nördlich des Dorfes